# Триптіс
Триптіс (нім. Triptis) — місто в Німеччині, розташоване в землі Тюрингія. Входить до складу району Заале-Орла. Центр об'єднання громад Триптіс.
Площа — 32,96 км2. Населення становить 3632 ос. (станом на 31 грудня 2021).